# Phyllomys pattoni
Phyllomys pattoni е вид бозайник от семейство Бодливи плъхове (Echimyidae).

## Разпространение
Видът е разпространен в Южна Америка. Среща се в Бразилия.